# Interés público
Interés público, interés general o interés nacional es la denominación de un concepto esencial de las ciencias políticas, con muy distintas expresiones (res publica, commonwealth, "procomún", etc.), pero se identifica con el bien común de la sociedad entera, entendida como un cuerpo social, y no tanto con el interés del Estado en sí mismo (razón de Estado).
No es un concepto unívocamente definido. La expresión se usa para reflejar el postulado de que la finalidad de las acciones del Estado, o de las instituciones de una comunidad políticamente organizada, ha de ser el bien (felicidad, interés, utilidad o beneficio) del conjunto del pueblo (la totalidad de los que componen una nación). La defensa de los intereses nacionales es el propósito declarado de la acción exterior de los Estados.
El concepto hizo su aparición con los desarrollos intelectuales que llevaron a la Revolución francesa, periodo durante el cual llegó a reemplazar el concepto anterior de utilidad pública, estando así íntimamente ligado con el desarrollo del liberalismo. Se puede concebir como la guía o criterio para tomar decisiones políticas y económicas que buscan el bien común de una sociedad. Tal sociedad puede ser, por ejemplo, la de un Estado en general o las personas de cualquier comunidad en particular. 
En la teoría jurídico política actual está, por definición, representado en las diferentes ramas de las autoridades estatales de gobierno y administración pública, tales como las de salud pública, educación, protección del medio ambiente, seguridad, el Ministerio Público en asuntos de justicia, etc. Así, por ejemplo, se ha escrito: "El acto administrativo debe siempre mirar a la satisfacción del interés general".
El concepto del interés general es central en debates políticos, económicos y sociales, en particular aquellos acerca de la existencia de servicios públicos, reglamentos y leyes de orden público, discusiones acerca de intervención estatal en asuntos económicos (tal como expropiaciones y nacionalizaciones) y sociales (tales como los relacionados con asuntos de explotación social, derechos sociales, seguridad social e industrial, discriminación, etc). Tales discusiones ponen de relieve la finalidad misma tanto del Estado como de otros elementos de servicios y administración interna de los países. (por ejemplo: comunas; empresas mixtas, etc).

## Observaciones generales
Se pueden distinguir dos percepciones generales acerca del concepto:
1. Concepción anglosajona. Trazable a Adam Smith (ver Una investigación sobre la naturaleza y causas de la riqueza de las naciones), y según la cual no hay diferencia real entre el interés común y los particulares, en la medida que el interés general es una suma o forma del conjunto de los intereses particulares. (ver Mano invisible)
2. Concepción francesa o europea continental. Trazable a Rousseau (ver Contrato social), y de acuerdo a la cual el interés general no puede resultar de los intereses particulares, dado que sobrepasa a esos ya sea como tales o incluso como suma de tales (ver Bien común (filosofía)). En esta visión, el interés general es una expresión de la voluntad general.

Rousseau introduce una diferencia entre “la voluntad de todos” -aquella que “mira al interés privado y no es más que una suma de voluntades particulares.” y "la voluntad general" -aquella que “sólo mira al interés común”- Esta última puede encontrarse por medio de la examinaron racional y “privada” de las opciones por los individuos (específicamente, sin formación de facciones o partidos): ”Si los ciudadanos deliberaran, estando bien informados y sin contacto entre sí mismos, la suma total de las pequeñas diferencias (de opinión) resultara siempre en la opinión general y la decisión será siempre buena”.
Es necesario notar que en ambas percepciones el concepto de interés general no implica necesaria y directamente el interés de cada individuo en una sociedad, en la medida que en ambas el objetivo del concepto es permisivo -en el sentido que facilita en lugar de otorgar directamente- pero al mismo tiempo constrictivo, en la medida que pone límites a la libertad individual en aras del bien común y la cohesión social. Así por ejemplo, desde la perspectiva anglosajona, Smith mismo (op cit) se opone a la confusión de intereses sectoriales con el interés común. Esos intereses sectoriales pueden dañar el común. (por ejemplo: monopolios) Consecuentemente, Smith sugiere que "los hombres":

“... a pesar de su egoísmo y rapacidad natural, a pesar de que solo buscan su propia conveniencia ... comparten con los pobres el producto de sus mejoras. Son llevados por una mano invisible a hacer casi la misma distribución de las necesidades de la vida que se habría hecho si la tierra hubiese sido dividida en porciones iguales entre todos sus habitantes y así, sin intentarlo, sin saberlo, avanzan el interés de la sociedad.”
(Teoría de los sentimientos morales, p 350: Part IV: Of the Effect of Utility upon the Sentiment of Approbation)

Posteriormente, tanto Ernst Fraenkel como Karl Popper han sugerido que tal opinión general o la concepción de beneficio o bien común que ella implica sólo puede ser obtenida -en un sistema pluralista (Fraenkel) o abierto (Popper)- a posteriori de un proceso libre y justo de toma de decisiones, incluyendo específicamente la participación de los interesados. Tales sistemas se diferencian -en esta concepción- de los sistemas totalitarios, en que estos últimos proclaman autoridad o capacidad de decisión sobre la definición del bien común por ellos mismos.
Todo lo anterior implica que el concepto de "beneficio" no es universal o generalmente establecible “a priori”, sino que una y otra vez es necesario examinar si un proyecto realmente aumenta o disminuye el bienestar o interés general. Es, en otras palabras, un constructo social referido a circunstancias sociales y momentos históricos.
Elaborando, Bobbio nota que en sociedades como las actuales, reales y complejas, en las cuales los individuos en un momento se asocian y en otro se confrontan, habrá disensos y consensos en la medida que en realidad hay acuerdos y desacuerdos. Sin embargo, en una democracia para decidir cual es la opinión o voluntad general basta con el consentimiento de la mayoría, lo cual implica siempre va a haber una minoría. En general, entonces, no hay un acuerdo unánime, siempre va a haber disensos. Es decir, el consenso de la voluntad general implica disensos y la libertad de expresarlo. Esto se puede concebir como una condición “a priori” del interés general.
Pero la teoría del discurso de Jürgen Habermas sugiere que, en la práctica política, se puede -por lo menos intentar- definir “a priori” el consenso por medio del discurso que pretende equilibrar los distintos intereses, determinables o determinados por la inspección racional de los conflictos sectoriales. La condición es que las reglas del juego acepten el conflicto entre diversos intereses y que tales intereses formen parte del sistema mismo. (ver Centro político)
Más recientemente James M. Buchanan ha cuestionado la capacidad de los políticos en general y Estado en particular de representar o actuar en función del interés público, buscando reemplazar tal concepción con la expresión directa de la voluntad de los ciudadanos individuales, a través del control por medios legales de la acción del Estado y/o sus organismos por parte de los ciudadanos (ver teoría de la elección pública). Esta concepción ha tenido expresión particularmente en EE. UU.

## Actualidad en Europa
Se ha sugerido que con el auge de la Unión Europea, la noción europea continental tradicional del interés público -primordialmente política y expresada a través del Estado- ha tendido a ser reemplazada por la concepción anglosajona - denominada de “interés común” a fin de diferenciar - que es entendido como la conciliación de los intereses particulares -especialmente el aspecto económico de los mismos- expresados por los lobby.
En efecto, para las doctrinas políticas utilitaristas -corrientes en los países influidos por concepciones anglosajonas- el bien o interés común es reducible a la maximizacion del bienestar económico individual de todos los miembros de un grupo, comunidad o país, lo que permite a cada individuo definir y perseguir su propia percepción de desarrollo o perfección a partir de ese bienestar económico.
Así por ejemplo, el libro verde sobre "Los Servicios de Interés General" presentado por la Comisión Europea en mayo del 2002 busca definir la noción de interés general europeo como "la satisfacción de las necesidades básicas de los ciudadanos y la preservación de bienes públicos, cuando el mercado falla".
Además, en esa visión las diferentes ramas de la administración pública no poseen el monopolio de actuar en representación del público, en la medida que asociaciones no estatales -ya sea ONG u otras fundaciones- (en adición o como parte de los ya mencionados lobbies) mantienen su derecho a agitar o intervenir en decisiones o acciones en defensa de principios o fines o incluso bienes de propiedad pública. (la libertad, eliminación de discriminación, naturaleza o medio ambiente, etc)
De acuerdo al Consejo de Estado de Francia: "Este desarrollo es particularmente notable al nivel de la Unión Europea. El Tratado de Roma impone la aplicación estricta de reglas comunitarias de competencia a todos los actores económicos e incluye los servicios de interés general".

## Crítica del concepto
La propuesta del interés público supone que será posible encontrar un acuerdo, un consenso general que permita una política, acción o propuesta que es de beneficio para todos. Pero en realidad no todo conflicto es resoluble en una situación de ganar-ganar, por lo menos algunos conflictos son un juego de suma cero.
Una posible solución -por lo menos en principio- a tal problema podría ser tentativas de compensación a los "perdedores". (ver, por ejemplo, el "criterio de Scitovsky" en Bienestar y eficiencia).
Sin embargo, no siempre es obvio quiénes son los perdedores. Aún más, aun cuando se sepa quiénes son, no siempre es posible determinar cuáles serían los niveles adecuados de compensación. Por ejemplo, hay grupos que no son capaces de articular sus intereses en forma sistemática o incluso carecen de representación adecuada. Esto es particularmente el caso cuando los daños son indirectos o generales, tales como es el caso de daños al capital natural y la protección del medio ambiente. (por ejemplo: Tragedia de los comunes)
Esta crítica es particularmente aplicable a quienes sugieren que el bien común es satisfacible por las fuerzas del mercado, por ejemplo, los partidarios de la globalización no regulada. (ver, por ejemplo: mano invisible).
En adición - y en relación con la concepción "economicista" del interés común- John Rawls introduce una distinción entre "Lo Bueno", que es crear un mundo material mejor -comoquiera que eso se defina- y "Lo Justo", que crea las condiciones para una sociedad libre y justa, una que permite la persecución de la virtud pero no prescribe el cómo hacerlo o qué es exactamente lo que se desea. Así, el bien común sería el bien que es común a cada ciudadano, el bien de cada uno de los ciudadanos, más que una concepción definida o concreta de lo que constituye el bien para todos y cada uno.